# Marcin Rogacewicz
Marcin Rogacewicz (sinh ngày 25 tháng 3 năm 1980 tại Ciechanów) là một diễn viên người Ba Lan.

## Sự nghiệp
Marcin Rogacewicz tốt nghiệp Trường Điện ảnh Quốc gia ở Łódź vào năm 2007. Với phong cách diễn gần gũi, lãng mạn và ngoại hình ưa nhìn, anh là gương mặt quen thuộc trong hàng chục bộ phim điện ảnh và phim truyền hình Ba Lan. Trong đó, Marcin Rogacewicz nổi tiếng với các bộ phim như: Randka w ciemno (2010), Szpilki na Giewoncie (2010-2012), Och, Karol 2 (2011) và Przyjaciółki (2012).
Năm 2016, Marcin Rogacewicz được khán giả biết đến qua chương trình truyền hình Gương mặt thân quen phiên bản Ba Lan - Twoja twarz brzmi znajomo được phát sóng trên kênh Polsat.

## Thành tích nghệ thuật
Dưới đây liệt kê một số phim điện ảnh và phim truyền hình nổi bật có sự góp mặt của Marcin Rogacewicz:
- 2008: Plebania
- 2008–2018: Na dobre i na złe – Przemysław Zapała
- 2008: Kryminalni – Michał Adamski
- 2008: Agentki – Tomasz Muszyński/ Irina Dowbor
- 2009, 2012, 2015: Ojciec Mateusz
- 2010–2012: Szpilki na Giewoncie – Grzegorz Napoliński
- 2010: Randka w ciemno – Piotr
- 2010: Hotel 52
- 2010: 1920. Wojna i miłość
- 2011: Och, Karol 2
- 2012–2017: Przyjaciółki – Michał Zalewski
- 2012: Komisarz Alex – Robert
- 2014: Prawo Agaty – Marcin Stawecki
- 2014: Na krawędzi
- 2016: Na noże – Maciej Karnowski
- 2016: 7 rzeczy, których nie wiecie o facetach – Krystian
- Từ năm 2017: Pierwsza miłość
- 2018–2019: Korona królów – Jaśko z Melsztyna
- 2019: W rytmie serca – Marek
- 2020: BrzydUla – Kacper
- Từ năm 2020: Na Wspólnej – Adam Namysłowski